# Луций Гостилий Манцин
Луций Гостилий Манцин (лат. Lucius Hostilius Mancinus; II век до н. э.) — римский политический деятель из плебейского рода Гостилиев, консул 145 года до н. э. Участник Третьей Пунической войны.

## Биография
Луций Гостилий принадлежал к плебейскому роду Гостилиев, который только во II веке до н. э. вошёл в состав римской элиты. Первым из этой семьи достиг консулата Авл (в 170 году до н. э.). Согласно Капитолийским фастам, отец и дед Луция носили тот же преномен. Исследователи предполагают, что старший из них — тот Луций Гостилий Манцин, который в 217 году до н. э., во время Второй Пунической войны, командовал отрядом конницы союзников в армии Квинта Фабия Максима и погиб в бою в Кампании. Авлу Гостилию Луций-младший мог приходиться родным племянником
Луций Гостилий впервые упоминается в источниках в связи с событиями 148 года до н. э. В это время шла Третья Пуническая война, и Манцин в качестве легата либо претора возглавлял флот в Африке, находясь в подчинении консула Луция Кальпурния Пизона Цезонина. Во время этой кампании римляне не пытались взять Карфаген и действовали против других городов. Манцин заблокировал с моря Аспиду, в то время как Пизон осадил этот город со стороны суши, но вскоре осаду пришлось снять.
В начале следующего года (147 до н. э.), пока Пизон действовал в глубине материка, Луций Гостилий атаковал Карфаген с моря и смог занять один участок укреплений. По словам Аппиана, «когда поднялся крик, как при победе, Манцин вне себя от радости, будучи и в остальном быстрым и легкомысленным, а с ним и все остальные, оставив корабли, с криками устремились к стене, невооруженные и почти голые». Вскоре его отряд, насчитывавший всего 3500 воинов, из которых 3000 были без оружия, оказался в окружении; на следующий день римляне были бы перебиты, но в последний момент противоборствующие стороны увидели приближающийся флот Публия Корнелия Сципиона Эмилиана — преемника Пизона, который только что прибыл в свою провинцию. Карфагеняне тут же отступили. Сципион заменил Манцина Секстом Атилием Серраном.
В том же году Луций Гостилий вернулся в Рим. Там он приобрёл большую популярность как герой войны; он сам поддерживал эту репутацию, охотно рассказывая о своём боевом опыте. Манцин разместил на форуме чертёж Карфагена и сам рассказывал любопытствующим, как он прорвался в осаждённый город. Благодаря своей славе он был избран консулом на 145 год до н. э. вместе с братом Сципиона Квинтом Фабием Максимом Эмилианом.
В качестве консула Манцин ведал делами Рима и Италии. О дальнейшей его судьбе ничего не известно.